# David Valldeperas
David Valldeperas Andújar (Barcelona, 16 de noviembre de 1973) es un periodista, director y presentador de televisión español.

## Trayectoria
Licenciado en Periodismo por la Universidad Pompeu Fabra, su trayectoria profesional siempre ha estado ligada a los medios audiovisuales. Sus primeras experiencias fueron en la televisión autonómica catalana, TV3 y en la cadena de radio Onda Cero en 1997, presentando informativos locales. Dos años más tarde pasa a Radio Nacional de España. En la primera mitad de la década de 2000 mantiene su actividad en TV-3 hasta que en 2005 se traslada a Madrid para ejercer como subdirector del programa de La 1 de TVE Ruffus & Navarro Unplugged, que dirige y presenta Pepe Navarro.
Un año después ficha por Telecinco, cadena en la que ejerce labores de guionista para programas como Sábado Dolce Vita (2006-2007) y Supervivientes para pasar después a la dirección en espacios El Buscador de Historias, El coleccionista de Imágenes, Mira quién Mira, Campamento de verano (2013) o Hable con ellas (2014-2016).
Su mayor popularidad se la debe a los programas de gran audiencia Sálvame y Sálvame Deluxe. El primero de ellos lo dirige desde su estreno en 2009, con una técnica que se aparta de los cánones tradicionales, al mantener su presencia en plató y aparecer constantemente ante cámara interviniendo en el desarrollo del espacio.
En julio de 2017 se estrenó como presentador del propio Sálvame, en sustitución de Jorge Javier Vázquez. Además entre 2018 y 2020 presentó junto a Carmen Alcayde el programa El madroño en Telemadrid.

## Trayectoria en televisión

### Programas

#### Como director
| Año             | Programa                        | Canal               | Notas       |
| --------------- | ------------------------------- | ------------------- | ----------- |
| 2005-2006       | Ruffus & Navarro Unplugged      | La 1                | Subdirector |
| 2009-2013; 2021 | Deluxe                          | Telecinco           | Director    |
| 2009-2023       | Sálvame                         | Telecinco           | Director    |
| 2010            | Mira quién Mira                 | Telecinco           | Director    |
| 2013            | Campamento de verano            | Telecinco           | Director    |
| 2014-2015       | Hable con ellas                 | Telecinco           | Director    |
| 2016            | Sálvame Snow Week               | Telecinco           | Director    |
| 2020            | La última cena                  | Telecinco           | Director    |
| 2020            | Cantora, la herencia envenenada | Telecinco           | Director    |
| 2022            | Sálvame Mediafest               | Telecinco           | Director    |
| 2022-2023       | Mediafest Night Fever           | Telecinco           | Director    |
| 2023-2024       | Sálvese quien pueda             | Netflix             | Director    |
| 2024-2025       | Ni que fuéramos Shhh            | Canal Quickie y Ten | Director    |
| 2025            | La familia de la tele           | La 1                | Director    |

#### Como presentador y colaborador
| Año       | Programa                 | Canal      | Notas       |
| --------- | ------------------------ | ---------- | ----------- |
| 2006-2009 | El Buscador de Historias | Telecinco  | Colaborador |
| 2007-2008 | Supervivientes           | Telecinco  | Colaborador |
| 2017      | Deluxe                   | Telecinco  | Colaborador |
| 2017-2018 | Sálvame                  | Telecinco  | Presentador |
| 2018-2019 | Campanadas de fin de año | Telemadrid | Presentador |
| 2018-2020 | El madroño               | Telemadrid | Presentador |
| 2019      | Sálvame Okupa            | Telecinco  | Presentador |
| 2022      | Sálvame Limón            | Telecinco  | Colaborador |